# Magic Bikes
Magic Bikes is een attractie in Attractiepark Slagharen. De attractie werd 2013 gebouwd door Zamperla. Op 1 mei 2013 werd de attractie in gebruik genomen door het publiek en staat het waar vroeger een deel van de Nautilus stond.
De attractie werd gebouwd ter ere van het jubileumjaar 50 jaar Attractiepark Slagharen.
Afbeeldingen · Main Street